# ヤブツル〜鶴瓶・小籔の大阪夜話〜
ヤブツル〜鶴瓶・小籔の大阪夜話〜（ヤブツル〜つるべ・こやぶのおおさかやわ〜）は、NHK総合テレビジョンが2015年より不定期に放映するトークバラエティ番組である。笑福亭鶴瓶と小籔千豊がフリートークを繰り広げる内容。制作はNHK大阪放送局で2023年現在8回放映されている。

## ネット局
| 大阪府 | NHK総合テレビジョン（NHK大阪放送局） |                                           |                |
| 大阪府 | NHK総合テレビジョン（NHK大阪放送局） | ヤブツル〜鶴瓶・小籔の大阪夜話〜#01       | 2015年8月22日  |
| 大阪府 | NHK総合テレビジョン（NHK大阪放送局） | ヤブツル〜鶴瓶・小籔の大阪夜話〜#02       | 2015年12月28日 |
| 大阪府 | NHK総合テレビジョン（NHK大阪放送局） | ヤブツル〜鶴瓶・小籔の大阪夜話〜#03       | 2017年7月17日  |
| 大阪府 | NHK総合テレビジョン（NHK大阪放送局） | ヤブツル〜鶴瓶・小籔の大阪夜話〜#03完全版 | 2017年8月10日  |
| 大阪府 | NHK総合テレビジョン（NHK大阪放送局） | ヤブツル〜鶴瓶・小籔の大阪夜話〜#04       | 2017年12月30日 |
| 大阪府 | NHK総合テレビジョン（NHK大阪放送局） | ヤブツル〜鶴瓶・小籔の大阪夜話〜#05       | 2018年12月29日 |
| 大阪府 | NHK総合テレビジョン（NHK大阪放送局） | ヤブツル〜鶴瓶・小籔の大阪夜話〜#06       | 2019年8月19日  |
| 大阪府 | NHK総合テレビジョン（NHK大阪放送局） | ヤブツル〜鶴瓶・小籔の大阪夜話〜#07       | 2019年12月30日 |
| 大阪府 | NHK総合テレビジョン（NHK大阪放送局） | ヤブツル〜鶴瓶・小籔の大阪夜話〜#08       | 2022年12月24日 |